# 俄罗斯海军航空兵

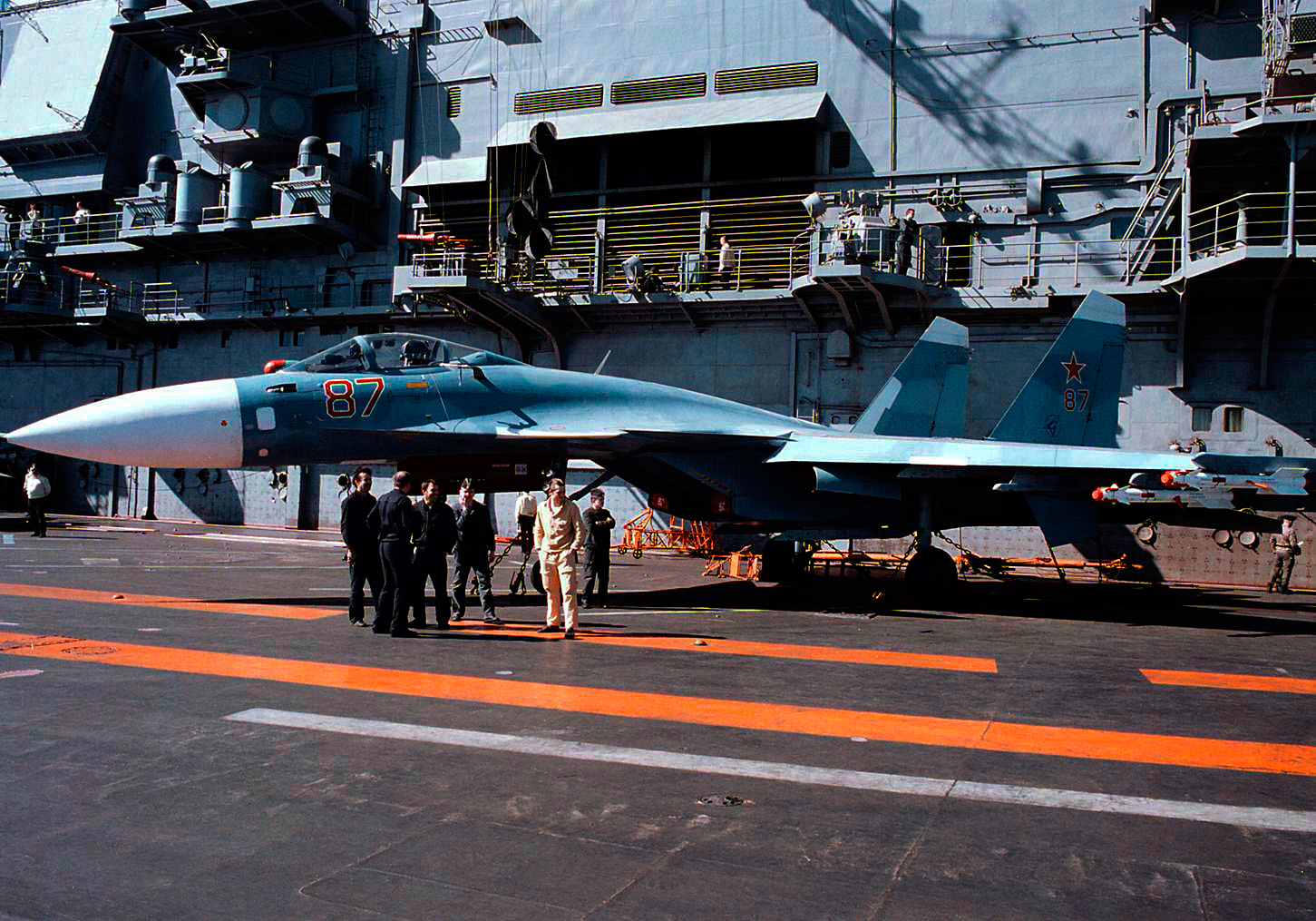
一架在“库兹涅佐夫”号航母上的第279舰载机团的Su-33战斗机

俄罗斯海军航空兵（Aviatsiya Voenno Morskogo Flota sily Rossii）是隶属俄罗斯海军的一个兵种。由于俄罗斯海军被划分为四大舰队北方舰队、太平洋舰队、波罗的海舰队和黑海舰队。因此，四大舰队都有附属的海军航空兵部队。规模比四大舰队小得多的里海分舰队虽然有海军航空兵部队，但是只有运输飞机和一些直升机。
俄罗斯海军中战略地位比较重要的舰队，如北方舰队和太平洋舰队，拥有Tu-22M3 Backfire-C轰炸机，可搭载超音速反舰导弹，以及远程轰炸机Tu-142 Bear-F和中程轰炸机伊爾-38。
战略地位相对比较低的波罗的海舰队和黑海舰队，则只有Su-24 Fencer C/D和一些反潜/攻击直升机。而在湖泊中作战的里海分舰队，只有An-26运输机和Mi-8直升机，部分Ka-27、Ka-29和Mi-24武装直升机。现任俄罗斯海军航空兵司令员是伊戈爾·科欽少将。

## 组成
俄罗斯海军航空兵由以下部队组成：
- 反舰导弹部队；
- 岸基反潜部队；
- 攻击航空部队；
- 岸基战斗机部队；
- 侦察部队；
- 舰载机部队；
- 辅助部队；

## 编制

#### 海軍最高司令部
海軍最高司令部：駐聖彼得堡
- 海軍最高司令部直屬單位
  - 海軍航空兵中央信號節點：駐多莫傑多沃。
  - 海軍航空兵訓練中心：駐北莫尔斯克第一基地，負責海軍飛行員基本培訓。
  - 第859海軍航空作戰應用中心：駐葉伊斯克機場，負責海軍飛行員的進階培訓與資格認證，配備有Su-33、Su-30SM、MiG-29K/KUB、Su-25UTG、L-39ZA、Il-38N、Il-20、An-140-100、An-26、Ka-27PL、Ka-28、Ka-29等軍用飛機。
  - 海軍搜救支援航空中隊：駐奧斯塔夫耶沃國際機場，配備有An-12PS、An-26、An-72、An-140-100等型號飛機。

北方舰队：司令部駐北莫尔斯克
- 第100艦載戰鬥機航空團：駐北莫尔斯克第三基地，配備2個中隊的米格-29K戰鬥機。
- 第924独立侦察团：駐摩爾曼斯克州奧列涅戈爾斯克歐連雅基地，配備圖－22М3：
- 第279舰载战斗机团：駐北莫尔斯克第三基地，配備1個中隊的蘇－25和2個中隊Su-33戰鬥機與1個中隊的Su-30戰鬥機；
- 第174佩琴加近衛紅旗戰鬥機航空團：駐蒙切戈爾斯克機場，配備米格-31戰鬥機。
- 第73独立航空队：駐費多托沃基地，配備圖－142MK及圖－142MР；
- 第403独立混成航空团：駐北莫尔斯克第一基地，配備安托諾夫An-12、安托諾夫An-26、伊爾-38反潛機及圖波列夫Tu-134；
- 第830独立舰载反潜直升机团：駐北莫尔斯克第一基地，配備卡-27直升机。

太平洋舰队：司令部駐海參崴

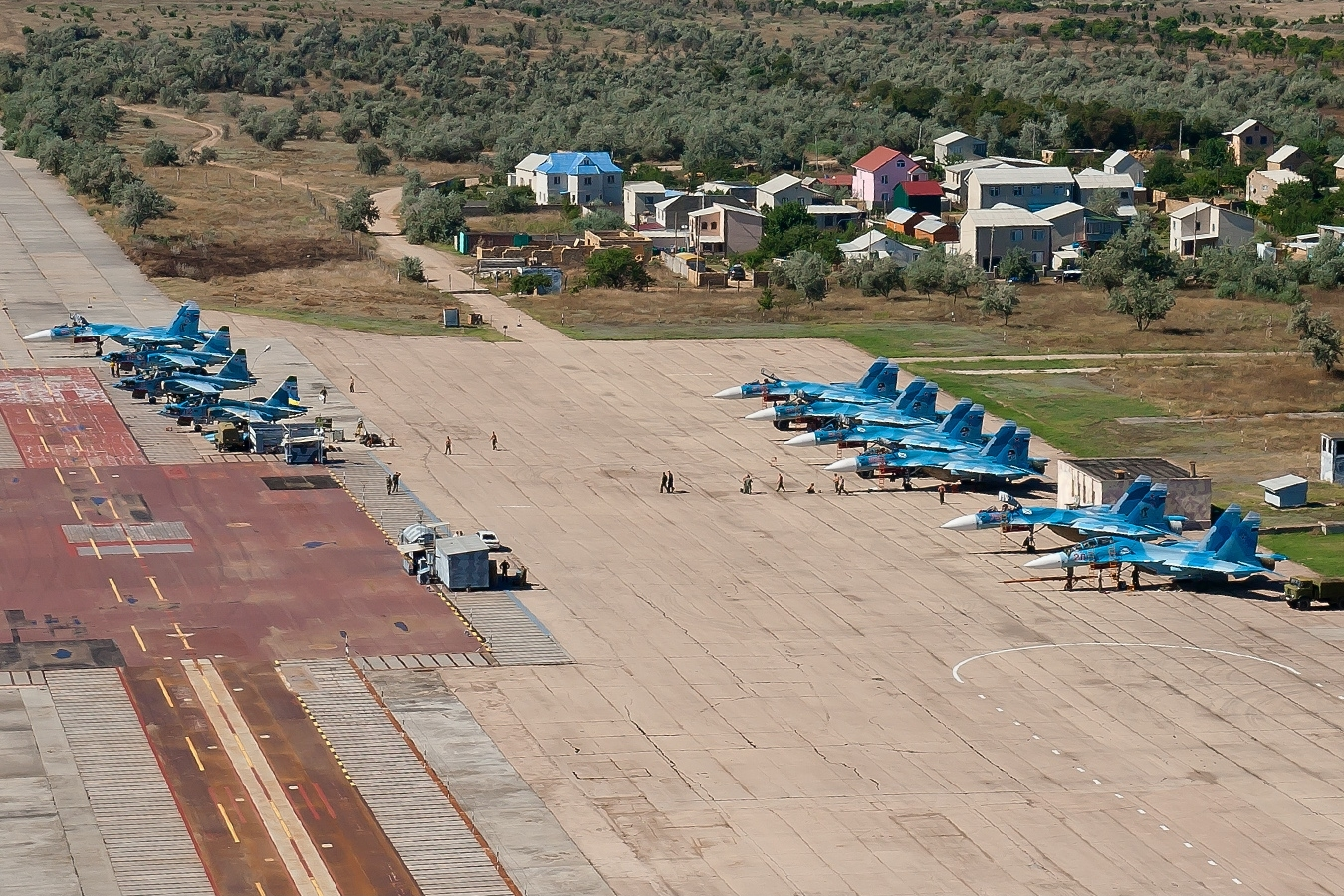
駐紮新費多里夫卡（Новофедоривка）薩克伊基地的俄國海軍航空兵的蘇－33戰機。

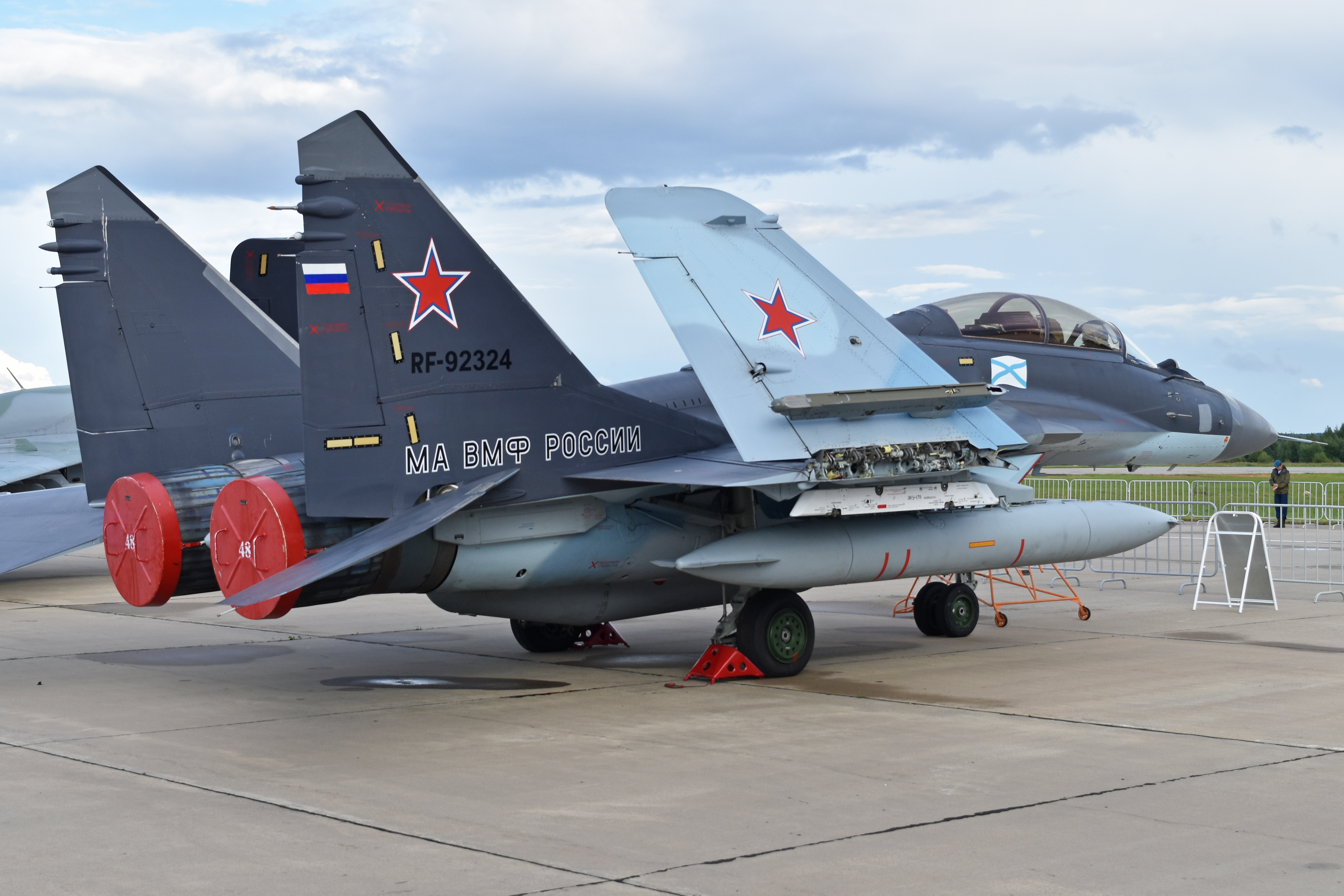
攝於2017年8月在庫賓卡空軍基地，米格-29KR 戰鬥機。

- 第568独立混成航空团：駐卡綿尼伊·魯切伊基地，配備圖－22М3及圖－142МР/МЗ；
- 第865截击机团：駐堪察加彼得巴甫洛夫斯克機場，配備米格-31戰鬥機與蘇-35戰鬥機（蘇-35戰鬥機從俄羅斯空軍抽調支援，但不屬於俄羅斯海軍航空兵）[3]；
- 第317混成航空团：駐耶利佐沃，配備图-142；
- 第71独立运输航空队：駐廟街，配備安托諾夫An-12、安托諾夫An-24及安托諾夫An-26；
- 第175独立反潜直升机团：駐耶利佐沃，配備卡-27直升机；
- 第289独立反潜航空团：駐廟街，配備伊爾－38、卡－27及Ka-29直昇機。

波罗的海舰队：司令部駐加里宁格勒
- 第689独立战斗机团：駐加里寧格勒－赤卡洛夫斯克基地，配備苏-27战斗机，或已經換裝蘇-35戰鬥機；
- 第4独立攻击机团：駐切爾尼亞霍夫斯克基地，配備蘇－24M/MР與蘇-30戰鬥機；
- 第125独立直升机航空队：駐加里寧格勒－赤卡洛夫斯克基地，配備米－8及米－24；
- 第396独立舰载反潜直升机团：頓河基地，配備卡－27/PS及Ka-29直昇機；
- 第398独立航空运输队：駐哈拉波羅夫國際機場，配備安托諾夫An-2、安托諾夫An-12、安托諾夫An-24、安托諾夫An-26、Be-12飛艇及Mi-8直升機。

黑海舰队：司令部駐塞瓦斯托波尔
- 第2近衛海軍航空兵師
  - 第43海上攻擊團：駐新費多里夫卡機場，配備Su-30戰鬥機、Su-24戰鬥轟炸機；
  - 第318混成航空团：駐卡恰，配備安托諾夫An-2、安托諾夫An-12、安托諾夫An-26、圖波列夫Tu-134、卡-27直升機及Mi-8直升機；
  - 無人機中隊 ：駐赫爾松內斯空軍基地，配備海鷹-10無人機、搜索者偵察機。

## 飞机列表
| 飞机            | 制造国 | 類型              | 型號           | 服役数 | 備註                                                |
| --------------- | ------ | ----------------- | -------------- | ------ | --------------------------------------------------- |
| 苏-30战斗机     | 俄羅斯 | 戰鬥機            | Su-30SM2       | 72+    | 逐步裝備中，以3個中隊計算且加上訓練用戰機約72架以上 |
| 苏-27战斗机     | 苏联   | 战斗机            | Su-27          | 72+    | 以1個團3中隊計算，再加上訓練用戰機，72架以上        |
| Su-33戰鬥機     | 苏联   | 战斗机            | Su-33          | 48+    | 將退役，以2個中隊計算且加上訓練用戰機約48架以上     |
| 米格-31戰鬥機   | 苏联   | 截击机            | MiG-31         | 144    | 以2個團6中隊計算約144架                             |
| Su-24戰鬥轟炸機 | 苏联   | 戰鬥轟炸机 偵查機 | Su-24M Su-24MR | 41 12  |                                                     |
| Su-25攻擊機     | 苏联   | 攻击机            | Su-25UTG       | 24+    | 以1個中隊計算且加上訓練用飛機為24架以上             |
| 米格-29戰鬥機   | 苏联   | 战鬥机            | MiG-29K        | 48+    | 以2個中隊計算且加上訓練用戰機約48架以上             |
| 伊尔-38         | 苏联   | 反潛機            | Il-38          | 22     |                                                     |
| 圖-142          | 俄羅斯 | 反潛機            | Tu-142         | 100    |                                                     |
| Mi-24雌鹿直升機 | 苏联   | 攻击直升机        | Mi-24          | 30     |                                                     |
| Mi-8直升機      | 苏联   | 运输直升机        | Mi-8           | 17     |                                                     |
| 卡-27           | 苏联   |                   |                | 79     |                                                     |